# Parosmie
Der medizinische Oberbegriff Parosmie beschreibt eine qualitative Geruchs- bzw. Riechstörung mit Krankheitswert. Der Betroffene empfindet dabei einen Riecheindruck, der sich vom Durchschnitt der Bevölkerung unterscheidet.
Zu den Formen der Parosmie zählen die Euosmie (Gerüche werden fälschlich als angenehm empfunden), die Kakosmie (Gerüche werden fälschlich als unangenehm empfunden), die Pseudoosmie (Geruchseindrücke werden beispielsweise unter dem Einfluss von Affekten umgedeutet) und die Phantosmie (halluzinatorische Geruchseindrücke).

## Ursachen
Als Ursachen werden Infektionen, neurologische Erkrankungen, toxische Schädigung des Riechepithels, posttraumatische Hirnschäden, Tumoren des zentralen Nervensystems und psychiatrische Erkrankungen diskutiert.